# Ruth Pfau
Ruth Katherina Martha Pfau FCM (* 9. September 1929 in Leipzig; † 10. August 2017 in Karatschi) war eine römisch-katholische Ordensschwester der Gesellschaft der Töchter vom Herzen Mariä und Frauenärztin. Bekannt wurde sie vor allem durch ihre Arbeit mit  Leprakranken in Pakistan.

## Leben und Werk
Die vierte von fünf Töchtern verließ im Jahr 1949 ihre Heimat Leipzig und folgte ihrem Vater in die Trizone, aus der im gleichen Jahr die Bundesrepublik Deutschland hervorging. Sie begann nach dem bestandenen Abitur als Neunzehnjährige an der Johannes Gutenberg-Universität Mainz ein Medizinstudium, das sie an der Philipps-Universität Marburg fortsetzte und mit dem Dr. med. beendete. Während ihrer Studienjahre wurde sie von der Suche nach einer bestimmenden Kraft für ihr Leben bewegt und fand diese im christlichen Glauben. Beeinflusst durch den Philosophen Josef Pieper, ließ sie sich 1951 taufen und wurde Mitglied der evangelischen Kirche, konvertierte aber schon 1953 zur römisch-katholischen Kirche.
Nach Abschluss ihres Studiums mit dem medizinischen Staatsexamen leistete sie im Krankenhaus Winterberg (Sauerland) ihr medizinisches Praktikantenjahr ab. Im Jahr 1957 reiste sie nach Paris und trat in die Ordensgemeinschaft der Gesellschaft der Töchter vom Herzen Mariä ein. Nach weiterführenden medizinischen Studien – 1958 internistische Ausbildung im Kölner Hildegardis-Krankenhaus, 1959 gynäkologische und geburtshilfliche Weiterbildung im Elisabeth-Krankenhaus in Bonn – wurde sie 1960 zunächst von ihrem Orden nach Indien geschickt, wo sie als Frauenärztin arbeiten sollte. Aufgrund eines Visumproblems musste sie jedoch in Karatschi (Pakistan) einen Zwischenstopp machen. Dort blieb Ruth Pfau, denn die erste Begegnung mit leprakranken Menschen in einem Elendsviertel Karatschis wurde bestimmend für ihr ganzes Leben. Sie beschloss, ein Krankenhaus zur Leprabekämpfung zu errichten. Das Marie-Adelaide-Lepra-Zentrum (MALC) wurde zu einer in ganz Pakistan anerkannten Institution; sie leitete dieses von ihr gegründete Krankenhaus bis 2013.
Die Deutsche Lepra- und Tuberkulosehilfe e. V. (DAHW) war seit 1961 einer der Hauptförderer der Lepra- und später auch der Tuberkulosearbeit Ruth Pfaus und ihres Teams in Pakistan.
Im Jahr 1980 wurde Ruth Pfau zur nationalen Beraterin im Rang einer Staatssekretärin für das Lepra- und Tuberkulose-Kontrollprogramm für die pakistanische Regierung ernannt. Dank für ihren bemerkenswerten Dienst waren zahlreiche Auszeichnungen und 1988 die Verleihung der pakistanischen Staatsbürgerschaft. 1996 war die Lepra in Pakistan erstmals unter Kontrolle.
Während eines Gefängnisbesuchs stellte Ruth Pfau fest, dass viele Menschen in Haft nahezu blind waren. In Zusammenarbeit mit der Christoffel-Blindenmission bekämpfte sie seither unnötige Erblindungen.
Ruth Pfau starb am 10. August 2017 an multiplem Organversagen als Folge eines Schwächeanfalls knapp eine Woche zuvor. Sie erhielt ein Staatsbegräbnis, das erste für eine Frau und eine Nichtmuslimin, auf dem christlichen Friedhof von Karatschi. Staatspräsident Mamnoon Hussain erklärte in seiner Trauerbotschaft, Pfaus Tod sei ein großer Verlust für das Land. Das pakistanische Außenministerium würdigte Pfau in einer Erklärung als „Nationalheldin“.
2010 wurde sie Namensgeberin des Beruflichen Schulzentrums 9 - Gesundheit und Sozialwesen der Stadt Leipzig.

## Schriften
- Wenn du deine große Liebe triffst. Das Geheimnis meines Lebens. 1985, ISBN 3-451-20259-X.
- Wohin die Liebe führt. Afghanisches Abenteuer. 1990, ISBN 3-451-21599-3.
- Verrückter kann man gar nicht leben. Ärztin, Nonne, Powerfrau. 1995, ISBN 3-451-04913-9.
- Das letzte Wort wird Liebe sein. Ein Leben gegen die Gleichgültigkeit. 1996, ISBN 3-451-05172-9.
- Wer keine Tränen hat… Was mein Leben trägt. Hrsg. von Michael Albus. 1999, ISBN 3-451-04924-4.
- Das Herz hat seine Gründe. Mein Weg. 2003, ISBN 3-451-28221-6.
- Liebe und tu, was du willst. Wege meines Lebens. 2006, ISBN 3-451-05617-8.
- Und hätte die Liebe nicht. 50 Jahre in Pakistan. Hrsg. von Michael Albus. 2010, ISBN 978-3-451-30297-8.
- Leben heißt anfangen. Worte, die das Herz berühren. Mit einem Nachwort von Rupert Neudeck. Hrsg. von Rudolf Walter. Herder, 2010, ISBN 978-3-451-07113-3.
- Leben ist anders. Lohnt es sich? Und wofür? Bilanz eines abenteuerlichen Lebens. Hrsg. von Rudolf Walter. Herder, 2014, ISBN 978-3-451-33289-0.
- Die Schönheit des Helfens. Ärztin, Nonne, Powerfrau – ein verrücktes Leben. Herder, 2018, ISBN 978-3-451-38148-5.

## Auszeichnungen
- 1969: Verdienstkreuz 1. Klasse des Verdienstordens der Bundesrepublik Deutschland
- 1969: Pakistanischer Orden „Sitara-i-Quaid-i-Azam“
- 1978: Großes Verdienstkreuz des Verdienstordens der Bundesrepublik Deutschland
- 1979: Orden Hilal-e-Imtiaz
- 1985: Großes Verdienstkreuz mit Stern des Verdienstordens der Bundesrepublik Deutschland
- 1988: Ehrenbürgerin Pakistans
- 1989: Orden Hilal-i-Pakistan (Mondsichel von Pakistan)
- 1991: Damien-Dutton Award
- 2002: Ramon-Magsaysay-Preis (gilt als der „asiatische Friedensnobelpreis“.)
- 2003: Itzel-Preis
- 2004: Goldmedaille des Albert-Schweitzer-Preises (gemeinsam mit Georg Sporschill)
- 2005: Marion Dönhoff Preis[6]
- 2012: Bambi in der Kategorie Stille Helden[7]
- 2014: Klaus-Hemmerle-Preis der deutschen Fokolar-Bewegung[8]
- 2014: Ehrendoktorwürde (Dr. h. c.) der Theologischen Fakultät der Albert-Ludwigs-Universität Freiburg[9]

## Namenspatenschaften

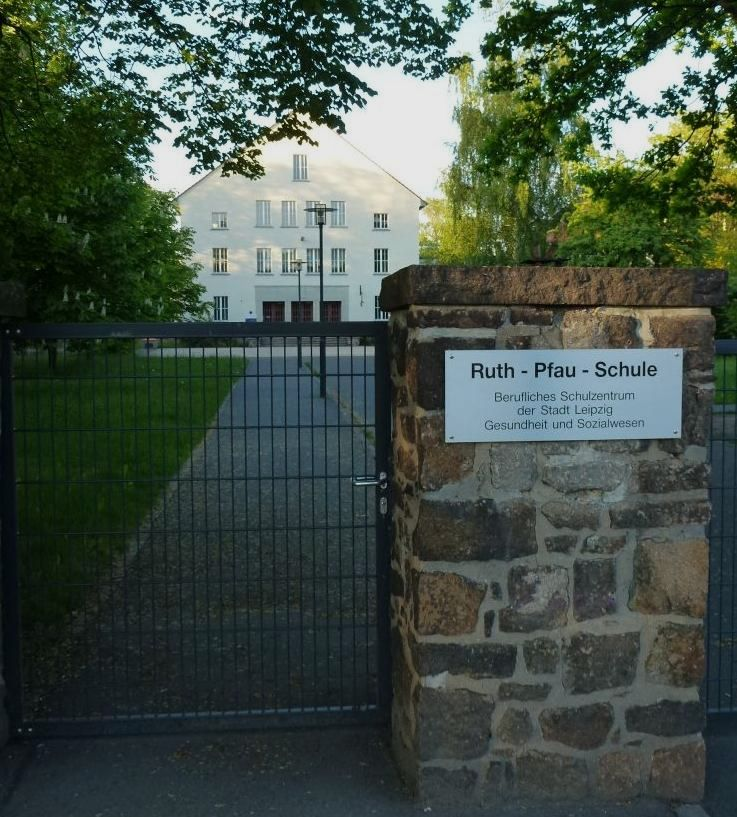
Ruth-Pfau-Schule

- 1996 gründete das Deutsche Aussätzigen-Hilfswerk die Ruth-Pfau-Stiftung[10] mit Sitz in Würzburg, die insbesondere in der „ganzheitlichen Gesundheitsfürsorge, vorwiegend auf dem Gebiet der weltweiten Lepra- und Tuberkulosebekämpfung“, tätig ist.[11]  Die Stiftung soll ihren Zweck wenn möglich vornehmlich in Pakistan und Afghanistan verfolgen.
- Seit dem 10. Dezember 2010 trägt das Berufliche Schulzentrum für Gesundheit und Sozialwesen in Leipzig den Namen Ruth-Pfau-Schule.
- Seit dem 5. Juni 2019 trägt die Verbindungsstraße zwischen der Nonnenmühlgasse und der Dimitroffstraße in Leipzig, unmittelbar südlich der Propsteikirche St. Trinitatis, den Namen Ruth-Pfau-Straße.[12]